# Кощуг, Иван Фёдорович
Иван Фёдорович Кощуг (1844—1878) — ботаник и военный врач.

## Биография
В 1869 году закончил естественный факультет Новороссийского университета, был оставлен при университете для подготовки к профессуре. В 1870 году он защитил pro venia legendi сочинение «О слизистых грибах» и в качестве приват-доцента ботаники стал читать лекции по анатомии, физиологии, систематике и морфологии растений. Преподавал естественные науки в Ришельевской гимназии.
В 1872 году Кощуг защитил в Одессе магистерскую диссертацию на тему «История развития Callihamrion Daviessii Jyngb. Porphyra lacinati ag.», но в 1873 году подал в отставку, чтобы поступить студентом в Медико-хирургическую академию. Впоследствии Кощуг был военным врачом.
Скончался, заболев во время Русско-турецкой воины.